# Ryan Harnden
Ryan Harnden, född den 28 juni 1986 i Sault Ste. Marie, Ontario, Kanada, är en kanadensisk curlingspelare.
Han tog OS-guld i herrarnas curlingturnering i samband med de olympiska curlingtävlingarna 2014 i Sotji.